# Cnidaris
Els cnidaris són un embrancament que agrupa més 12.000 espècies actuals d'animals relativament simples, que viuen exclusivament en ambients aquàtics, majoritàriament marins.
Tenen típicament dues formes vitals, el pòlip, que té forma de sac i viu fixat al substrat, i la medusa, que té forma de campana i neda lliurement. Tenen tentacles urticants al voltant de la boca. Inclou animals tan populars com el coralls, les anemones de mar i les meduses.

## Descripció
El nom d'aquest embrancament ve de la presència d'unes cèl·lules anomenades cnidòcits, presents als tentacles de tots els membres del grup i que injecten substàncies irritants a les preses quan les freguen. El seu pla corporal és en forma de sac amb tentacles. Són els animals més simples que presenten cèl·lules nervioses i òrgans dels sentits (estatocists, ocels). Són un grup antic, amb una llarga història fòssil que es remunta, probablement, a la fauna d'Ediacara, uns 600 milions d'anys enrere.
Els cnidaris comprenen els coralls i anemones de mar, les meduses i les vespes de mar, les hidres i caravel·les portugueses.
L'estructura bàsica dels cnidaris és una bossa o sac amb tentacles i una àmplia cavitat interna anomenada celènteron o cavitat gastrovascular, que té una única obertura que funciona alhora com a boca i com a anus. Tenen simetria radial i estan formats per dues capes de teixit: l'ectoderma i l'endoderma, amb una substància gelatinosa anomenada mesoglea entremig. Tenen dos tipus principals d'organització: el pòlip, que és fix, i la medusa, que és lliure. La reproducció és sexual o asexual. Hi sol haver alternança de generacions entre una d'asexuada (tipus pòlip) i una altra de sexuada (tipus medusa), però hi pot haver pòlips ja sexuats i també meduses sense provenir d'un pòlip. Algunes espècies són capaces de tornar a l'estat d'immaduresa sexual quan són velles, rejovenint-se i fent que siguin potencialment immortals. N'és un exemple Turritopsis nutricula.

## Característiques generals

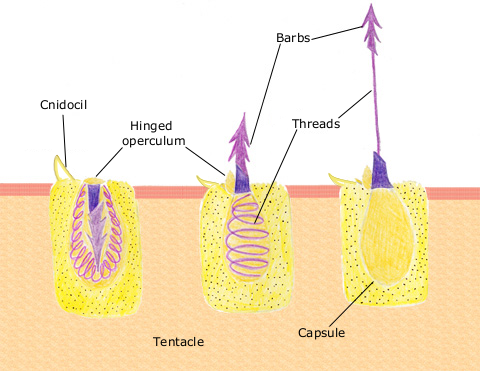
Estructura i funcionament d'un cnidòcit

Els cnidaris són animals diblàstics amb simetria quilometral primària. Les seves cèl·lules s'organitzen en dues capes que actuen com a unitats funcionals (teixits), encara que moltes cèl·lules encara guarden una certa independència i totipotència. Tenen només dos fulls embrionaris, ectoderma i endoderma, són mancats per tant de mesoderma, encara que de vegades existeix un teixit anàleg (ectomesoderma) d'origen ectodèrmic, no d'origen endodèrmic com l'autèntic mesoderma dels triblàstics, i del qual mai no deriven òrgans interns complexos.
La seva organització corporal és en forma de sac; com a aparell digestiu tenen un sol orifici envoltat de tentacles que actua com a boca i anus alhora, i una àmplia cavitat gastrovascular o celènteron en forma de sac on es realitza la digestió i que es fa servir també com a sistema de distribució dels nutrients i d'oxigen, i com a sistema excretor.
La paret del cos consta de tres capes:
- Ectodermis o epidermis. Homòloga de l'ectoderma embrionari. És la capa externa; té funció protectora.
- Gastrodermis. Homòloga de l'endoderma embrionari. És la capa interna; delimita una àmplia cavitat, l'única de l'animal, anomenada cavitat gastrovascular, que comunica per un únic orifici amb l'exterior que es fa servir per a l'alimentació, l'excreció i fins i tot l'expulsió dels gàmetes.
- Mesoglea. Entre ambdues capes es troba la mesoglea, que pot ser molt fina i acel·lular (sense cèl·lules), o estar ben desenvolupada i tenir diferents tipus cel·lulars (segons el grup).

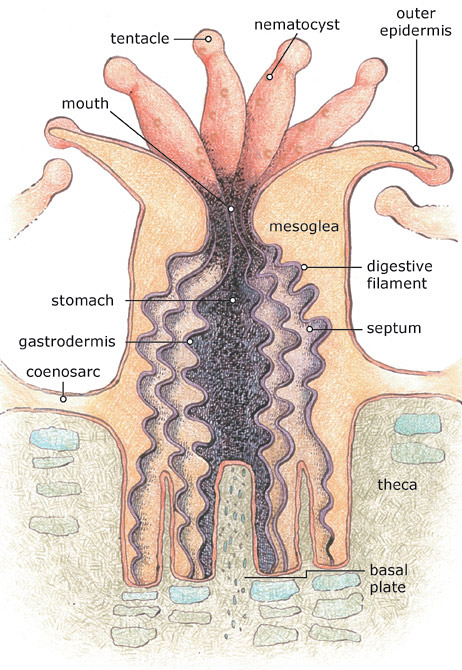
Anatomia d'un pòlip

El sistema nerviós té la forma d'una xarxa o plexe; en molts grups hi ha protoneurones no polaritzades, encara que també hi pot haver neurones polaritzades, cèl·lules sensorials i fins i tot poden estar agrupades en òrgans sensorials. No hi ha aparell excretor, respiratori ni circulatori. Aquestes funcions es realitzen a través de la cavitat gastrovascular o de l'ectodermis.
Són essencialment marins (en un 99%). La resta són d'aigua dolça, com l'hidra, o certes meduses dels grans llacs africans, com la medusa Craspedacusta. Són sempre aquàtics. Poden viure de forma individual o en colònies que poden ser polimòrfiques, fixats al substrat o lliures, i també n'hi ha de nedadors. A vegades, una part de les fases són planctòniques (mòbils, però arrossegats pels corrents).
Se'n coneixen aproximadament 10.000 espècies, de mida variable, d'1-2 mm fins a 1 m de diàmetre en algunes meduses, o fins a 3 m de diàmetre en alguns pòlips. El color també és variable, encara que moltes formes del plàncton són transparents. D'altres són acolorides, i presenten pràcticament tots els colors.

### Formes vitals
Els cnidaris poden presentar dues formes fonamentals: la forma de pòlip i la forma de medusa.

#### Pòlip

Morfologia d'una hidromedusa
1.- Ectodermis; 2.- Mesoglea; 3.- Gastrodermis; 4.- Estómac; 5.- Canal radial; 6.- Canal circular; 7.- Tentacle; 8.- Vel; 9.- Anell nerviós extern; 10.- Anell nerviós intern; 11.- Gònada; 12.- Manubri; 13.- Boca; 14.- Exombrel·la; 15.- Subombrel·la

En termes generals, els pòlips tenen el cos més o menys columnar, presenten una paret del cos prima i una àmplia cavitat gastrovascular o celènteron. La mesoglea acostuma a estar molt poc desenvolupada. Pel costat aboral (el més apartat de la boca) es fixen al substrat. La seva mida és variable, d'1 mm (Halamohydra, Microhydra) a 3 metres (Branchiocerianthus). Es troben arrelats al substrat mitjançant el disc de fixació.

#### Medusa
Les meduses tenen dues superfícies perfectament definides: l'exombrel·la, còncava, on se situa la boca (costat oral), i la subombrel·la, convexa i oposada a l'anterior (costat aboral). El conjunt es coneix com a ombrel·la.
La boca es prolonga en un manubri. Del manubri en poden sortir tentacles. A més, l'ombrel·la pot allargar-se en tentacles ombrel·lars (que poden o no presentar cavitat tentacular, una extensió de la cavitat gastrovascular). La boca desemboca a la cavitat gastrovascular, de la qual parteixen canals radials cap a les parets de l'ombrel·la. El canal ombrel·lar fa la volta a tota la medusa. Si els tentacles són buits, també contenen el canal tentacular. Tota la cavitat (també els canals) està entapissada de gastrodermis; la resta, d'ectodermis. Hi ha mesoglea molt desenvolupada a l'exombrel·la, mentre que a la subombrel·la hi és molt reduïda.
La mida de les meduses és variable: des de petites meduses de pòlips colonials com Obelia (1-2 mm) fins a grans meduses com Cyanea, d'1 m de diàmetre (però que si estén els tentacles cobreix 30-35 m, amb la qual cosa forma un cercle de gairebé 70 m, i pesa gairebé una tona).

## Anatomia

### Ectodermis
L'ectodermis consta de diversos tipus de cèl·lules:
- Cèl·lules mioepitelials o epiteliomusculars. El tipus fonamental és una cèl·lula cilíndrica (medusa i pòlip) amb dues parts definides, una d'epitelial apical i una altra de basal contràctil que té filaments d'actina i miosina. Tenen, doncs, doble funció, de revestiment i contràctil.
- Cèl·lules intersticials o basals. Són a la base de les cèl·lules mioepitelials, disposades a manera de falca, i tenen un nucli molt gran. Són molt riques en ribosomes i són cèl·lules totipotents, de manera que poden originar qualsevol altre tipus cel·lular.
- Cnidocits o cnidoblasts. Els cnidòcits estan escampats per tota l'epidermis, allotjats o invaginats a les cèl·lules mioepitelials, especialment als tentacles. Es tracta d'un tipus molt especialitzat de cèl·lula, exclusiva dels cnidaris. Tenen un cili rígid (cnidocili), que és un receptor d'estímuls; a la part basal té prolongacions (cnidopodis) que contacten amb altres cèl·lules o amb el sistema nerviós; a l'interior d'aquesta cèl·lula hi ha un gran vacúol (nematocist), dins del qual es troba l'aconti, un filament urticant que és el responsable de la picada de les meduses, els pòlips, les anemones, etc.
- Neurones. Cèl·lules nervioses, unes sense polaritzar (protoneurones) i unes altres de polaritzades, que poden ser bipolars o multipolars. El sistema nerviós forma un plexe que se situa sota l'epidermis.
- Cèl·lules sensorials. Cèl·lules allargades, amb l'extrem apical arrodonit o proveït d'un cili sensible, i la zona basal amb una o diverses prolongacions que connecten amb les neurones.

No és clar si les cèl·lules mioepitelials descansen sobre una veritable làmina basal, com els teixits epitelials autèntics d'altres metazous, encara que pot interpretar-se que la mateixa mesoglea és la làmina basal de l'epiteli dels cnidaris.

### Mesoglea
La mesoglea pot estar més o menys desenvolupada. Presenta abundant col·lagen i precol·lagen. Pot variar d'una membrana prima, no cel·lular, fins a una gruixuda capa gelatinosa amb amebòcits errants o sense.

### Gastrodermis
Consta dels següents tipus cel·lulars:
- Cèl·lules nutritivomusculars o mioepitelials gastrals. Recorden les cèl·lules mioepitelials de l'epidermis, però són més altes i estretes, amb la part contràctil menys desenvolupada a la base i perpendicular a la de l'ectodermis, sense prolongacions i amb 2-5 flagels a la zona apical que usen per moure els líquids de la cavitat gastrovascular. Aquestes cèl·lules realitzen tant pinocitosi com fagocitosi, i així recullen els materials parcialment digerits de la cavitat gastrovascular i els passen a la resta de cèl·lules.
- Cèl·lules secretores. Són cèl·lules secretores de tipus apocrí, altes, algunes de flagel·lades, a l'interior de les quals es produeixen moltes substàncies (mucopolisacàrids, mucoproteïnes, enzims digestius, etc.). Segreguen substàncies que lubrifiquen i digereixen els aliments que entren a la cavitat gastrovascular.
- Cèl·lules sensorials. Se situen entre els tipus cel·lulars anteriors, però en menys nombre que a l'ectodermis, i formen un plex nerviós poc desenvolupat.
- Cnidocits. Els cnidòcits de la gastrodermis, quan són presents, són idèntics als de l'ectodermis.

### Òrgans sensorials
Els cnidaris posseeixen receptors de diversa índole (tàctils, químics, lluminosos, gravitatoris, etc.):
- Receptors tàctils. Són cèl·lules ciliades amb prolongacions típiques, com les ja vistes en l'anatomia interna.
- Fotoreceptors. Receptors per a estímuls lluminosos. Els més senzills són les anomenades «taques ocel·lars», que són taques pigmentades que hi ha a l'ombrel·la de certes meduses; estan constituïdes per grups de cèl·lules de dos tipus, sensorials ciliades i cèl·lules pigmentàries, a l'interior de les quals s'acumula pigment (rodoxina); el pigment se situa a la base del cili, en un replegament de membrana. La cèl·lula pigmentària envia informació a les cèl·lules sensorials. Més avançats són els ocels, que són un petit entrant de l'epidermis en el qual les cèl·lules fotoreceptores queden al centre, envoltades de cèl·lules pigmentades. Aquest ocel es complica formant un ocel en copa, en el qual hi ha un entrant gran al fons del qual hi ha els fotoreceptors envoltant les cèl·lules pigmentades. Fins i tot, en algunes meduses, hi ha una espècie de lent. Aquests receptors no els permeten distingir objectes; només llums i ombres.
- Òrgans de l'equilibri. També hi han evolucionat diversos òrgans de l'equilibri:
  - Els estatocists són estructures que presenten files de dos tipus de cèl·lules, unes de sensorials ciliades i unes altres (els litòcits) que acumulen al seu interior una boleta calcària (l'estatòlit). Si l'animal gira, l'estatòlit es mou per la gravetat i toca una cèl·lula sensorial; així l'animal es manté informat de la seva posició.
- Ropàlies. Als escifozous hi ha un òrgan molt desenvolupat, la ropàlia, que és un centre quimioestatofotoreceptor. És l'estructura sensorial més complexa dels cnidaris, i només apareix a la fase mòbil (medusa). La ropàlia més complexa de totes es troba als cubozous.

## Reproducció i cicle biològic

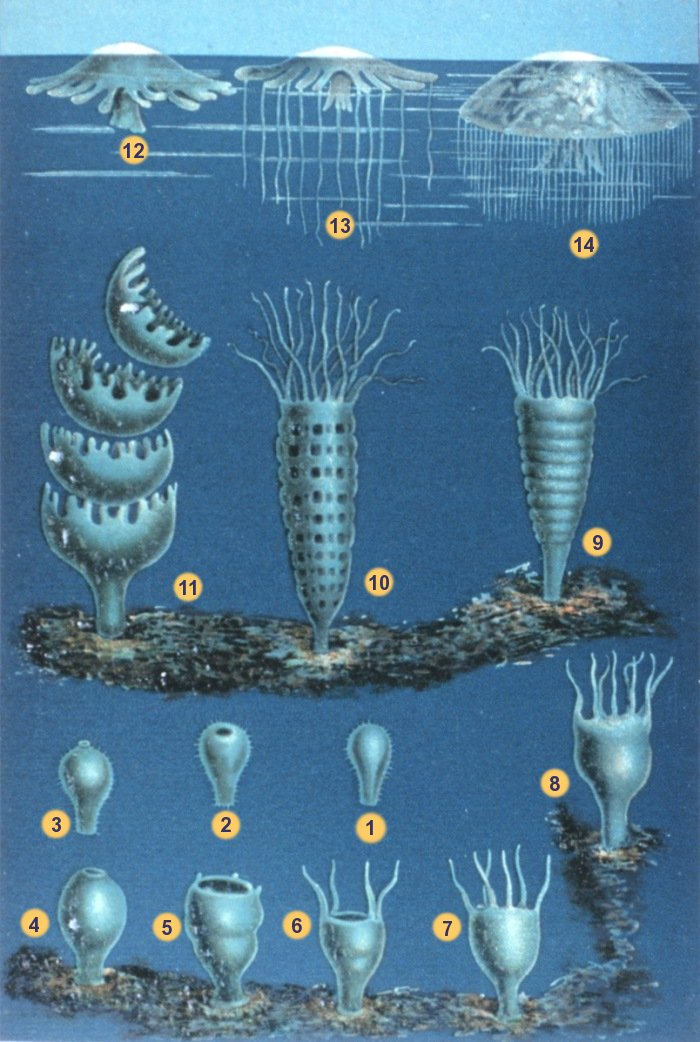
Cicle biològic d'un escifozou

En general, els hidrozous i els escifozous són dioics, mentre que molts antozous són hermafrodites.
L'ou té poc vitel i sofreix segmentació total i igual. En molts, la gastrulació és per delaminació. Després del desenvolupament embrionari s'origina la larva plànula, característica dels cnidaris; és una larva ciliada i nedadora, que buscarà al substrat un lloc per fixar-se, cosa que donarà lloc al pòlip, que creix i, en un moment determinat, per reproducció asexual, origina les meduses, en les quals maduraran els gàmetes que formaran el nou ou.
Aquest cicle complet es coneix amb el nom de cicle metagenètic, que presenta nombroses variants en els diferents grups. Per exemple, hi ha pòlips que donen pòlips (Hydra per gemmació crea un pòlip que creix i se separa). També hi ha meduses l'ou de les quals es desenvolupa com a plànula, però que es desenvoluparà molt ràpidament com a medusa. També hi ha fases intermèdies: els sifonòfors són colonials, i hi ha polipoides (formes derivades de pòlips) i medusoïdeus (formes derivades de meduses) que coexisteixen dins la mateixa colònia. Quan el cicle no és complet se'l denomina hipogenètic.
Els cnidaris presenten nombrosos tipus de reproducció asexual, per bé que el més comú és la gemmació, en què es forma una aglomeració de cèl·lules que, per invaginació, formarà un nou pòlip o medusa. També es poden multiplicar per fissió longitudinal, com les actínies, o per estrobilació, com els escifopòlips. Un sistema força estès és la fragmentació de la colònia o del pòlip i la regeneració de cada tros fins a formar un individu complet.

## Classificació

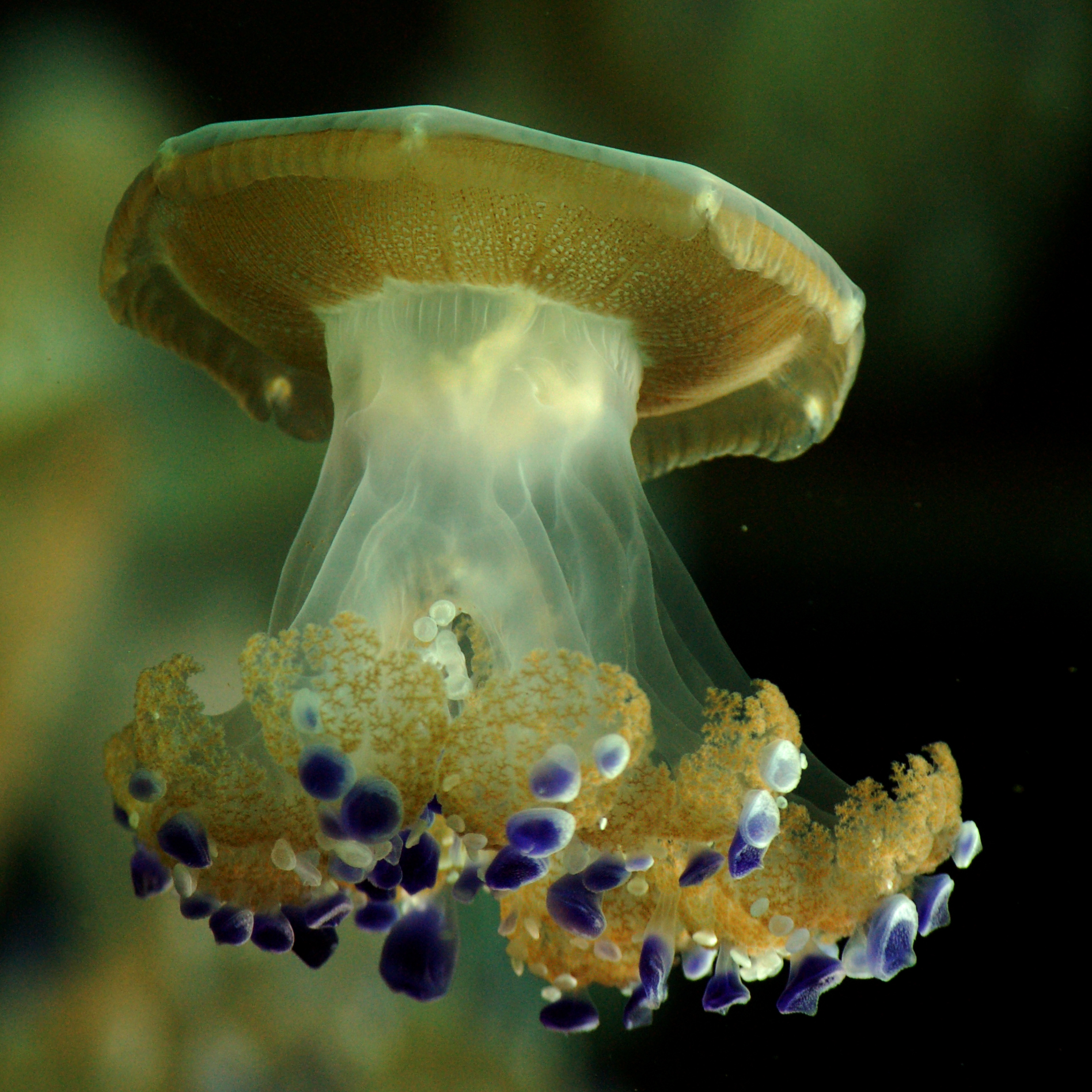
Un escifozou

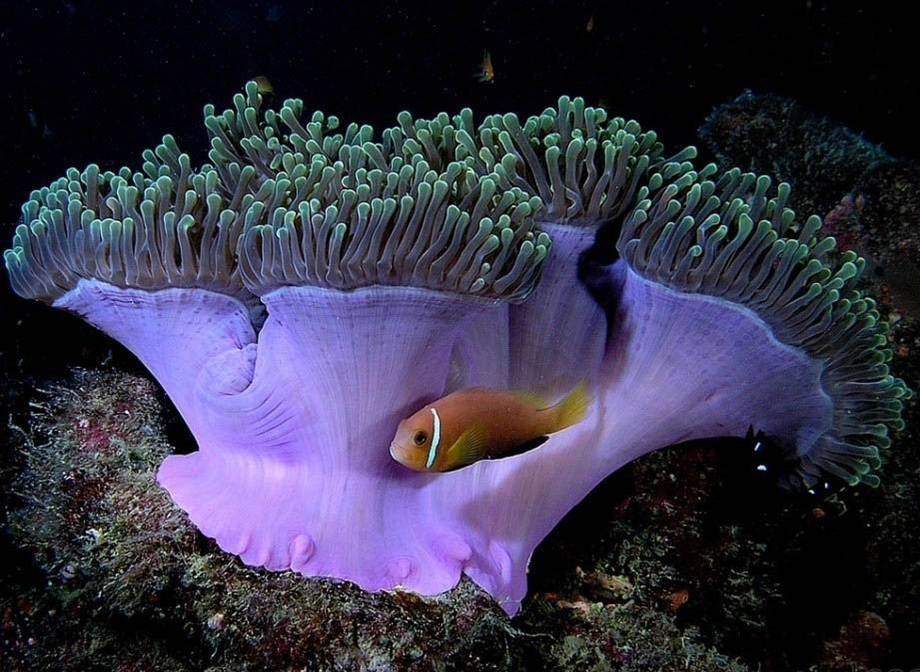
Un antozou

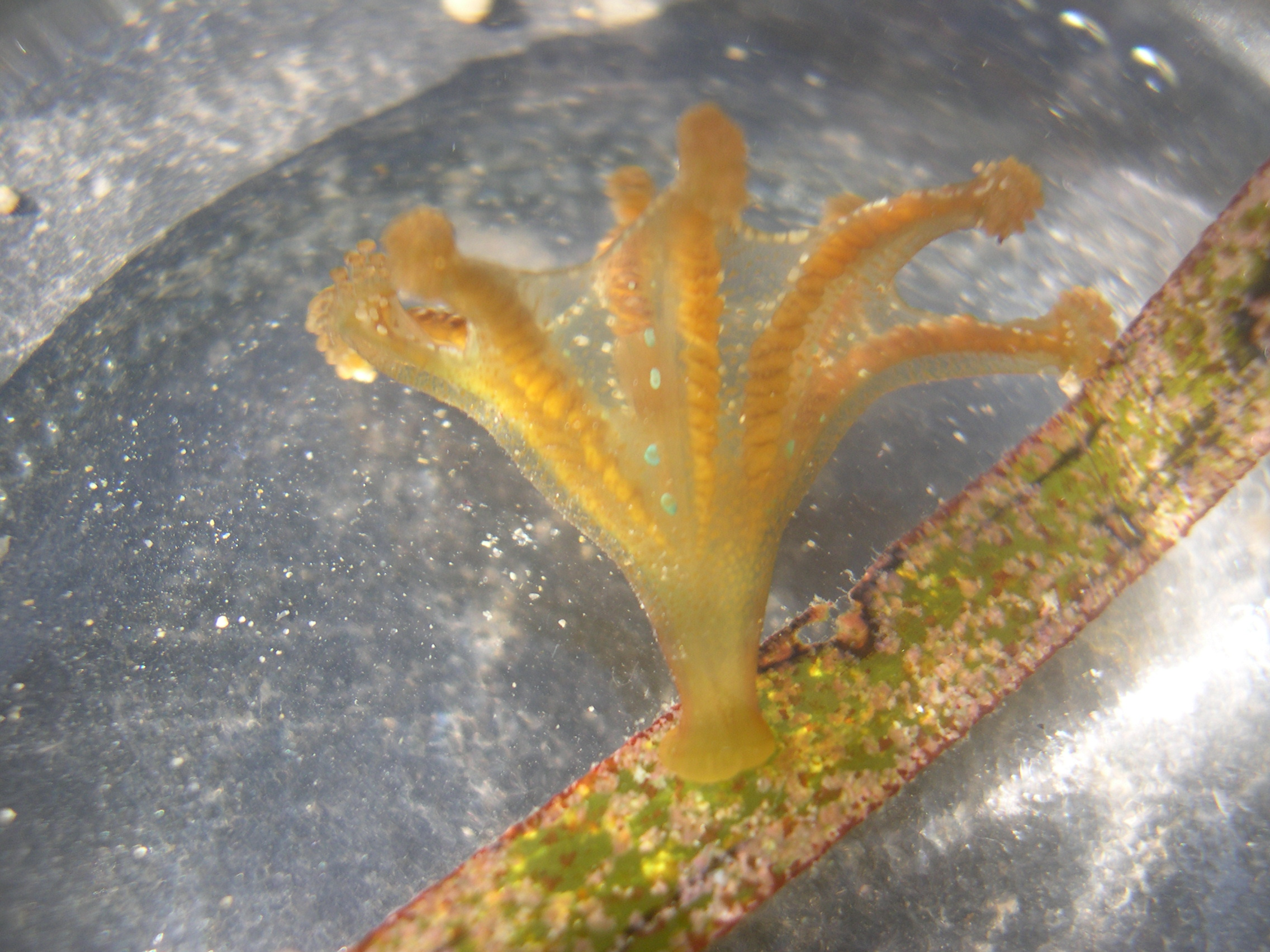
Un staurozou

Els cnidaris se subdivideixen en sis o set classes, essent considerada la dels hidrozous com la més primitiva i de la qual van sorgir la resta de grups:
- Classe Hydrozoa. Els hidrozous tenen hidropòlips i hidromeduses. Les meduses tenen vel (són meduses craspedotes). No tenen cnidòcits a la cavitat gastrovascular. Gònades sempre d'origen ectodèrmic. En una secció transversal, la cavitat gastrovascular és senzilla, sense dividir. Mesoglea dels pòlips poc desenvolupada.
- Classe Scyphozoa. En els escifozous el pòlip es denomina escifopòlip o escifòstoma, i la medusa, escifomedusa (no tenen vel i, per tant, són acraspedotes). Presenten cnidòcits a la cavitat gastrovascular. Gònades endodèrmiques. Una vegada madurades, de tota manera, poden emmagatzemar-se dins l'endodermis. La seva cavitat gastrovascular està dividida per quatre envans o septes incomplets en posició interradial. Els envans separen quatre bosses gastrals.
- Classe Cubozoa. Els cubozous tene exclusivament meduses, denominades cubomeduses. Són meduses de forma cúbica, amb cnidòcits especials, molt potents. Fins fa poc se'ls considerava un ordre dels escifozous. Es caracteritzen per la seva divisió tetràmera, que separa el celènteron en quatre bosses. La vora ombrel·lar no és fistonada i el marge de la subombrel·la es plega a l'interior per formar un velàrium.
- Classe Anthozoa. Els antozous tenen només pòlips (antopòlips); són les anemones i els coralls. No hi ha forma de medusa. El pòlip dona, per reproducció asexual o sexual, pòlips. Hi ha cnidòcits a la cavitat gastrovascular, de vegades molt potents, fins i tot en filaments que surten per la paret del cos. Gònades endodèrmiques. Cavitat gastrovascular dividida de forma completa (els envans provenen de la gastrodermis i la mesoglea). El costat oral s'introdueix a la cavitat gastrovascular i origina l'estomodeu o faringe.
- Classe Staurozoa. Els estaurozous són meduses sèsils. La superfície aboral, equivalent a l'exombrel·la d'altres meduses, es prolonga en una tija gràcies a la qual es fixen al substrat, com ara algues i roques. Fins fa poc es consideraven un ordre dins de la classe Scyphozoa, però van ser elevats a la categoria de classe sobre la base d'un estudi cladístic.[8]
- Classe Myxozoa. Els mixozous són paràsits microscòpics, classificats durant molt de temps com a protozous dins dels esporozous. El 2015 un estudi va revelar que els mixozoos són en realitat cnidaris extremadament reduïts en mides i amb un genoma simplificat.[9]
- Classe Polypodiozoa. Els polipodiozous són un grup que inclou una sola espècie de cnidaris paràsits. És un dels pocs cnidaris que viuen a l'interior de les cèl·lules d'altres animals. Les dades moleculars suggereixen que podria estar relacionat amb els mixozous (també paràsits), però aquest punt és controvertit, pel que la seva classificació és temporal, ja que les seves relacions filogenètiques no estan clares.

## Filogènesi
Estudis basats en filogènia molecular corroboren el monofiletisme dels cnidaris i que la forma pòlip probablement va precedir la forma medusa en l'evolució dels cnidaris. També suggereix que els cnidaris estan formats per dos grups que podrien tenir categoria de subfilums, els antozous i els medusozous; aquests últims agrupen els cubozous, els escifozous, els hidrozous i les estauromeduses, de manera que les relacions genòmiques més recents donen el següent resultat:
|  | Hexacorallia |
|  |              |
|  | Octocorallia |
|  |              |

|  | Hydrozoa                                              |
|  |                                                       |
|  | \| \| Cubozoa \| \| \| \| \| \| Scyphozoa \| \| \| \| |
|  |                                                       |
|  | Cubozoa                                               |
|  |                                                       |
|  | Scyphozoa                                             |
|  |                                                       |

|  | Cubozoa   |
|  |           |
|  | Scyphozoa |
|  |           |

|  | Hydrozoa                                              |
|  |                                                       |
|  | \| \| Cubozoa \| \| \| \| \| \| Scyphozoa \| \| \| \| |
|  |                                                       |
|  | Cubozoa                                               |
|  |                                                       |
|  | Scyphozoa                                             |
|  |                                                       |

|  | Cubozoa   |
|  |           |
|  | Scyphozoa |
|  |           |

|  | Myxozoa      |
|  |              |
|  | Polypodiozoa |
|  |              |

|  | Hydrozoa                                              |
|  |                                                       |
|  | \| \| Cubozoa \| \| \| \| \| \| Scyphozoa \| \| \| \| |
|  |                                                       |
|  | Cubozoa                                               |
|  |                                                       |
|  | Scyphozoa                                             |
|  |                                                       |

|  | Cubozoa   |
|  |           |
|  | Scyphozoa |
|  |           |

|  | Hydrozoa                                              |
|  |                                                       |
|  | \| \| Cubozoa \| \| \| \| \| \| Scyphozoa \| \| \| \| |
|  |                                                       |
|  | Cubozoa                                               |
|  |                                                       |
|  | Scyphozoa                                             |
|  |                                                       |

|  | Cubozoa   |
|  |           |
|  | Scyphozoa |
|  |           |

|  | Myxozoa      |
|  |              |
|  | Polypodiozoa |
|  |              |

|  | Hexacorallia |
|  |              |
|  | Octocorallia |
|  |              |

|  | Hydrozoa                                              |
|  |                                                       |
|  | \| \| Cubozoa \| \| \| \| \| \| Scyphozoa \| \| \| \| |
|  |                                                       |
|  | Cubozoa                                               |
|  |                                                       |
|  | Scyphozoa                                             |
|  |                                                       |

|  | Cubozoa   |
|  |           |
|  | Scyphozoa |
|  |           |

|  | Hydrozoa                                              |
|  |                                                       |
|  | \| \| Cubozoa \| \| \| \| \| \| Scyphozoa \| \| \| \| |
|  |                                                       |
|  | Cubozoa                                               |
|  |                                                       |
|  | Scyphozoa                                             |
|  |                                                       |

|  | Cubozoa   |
|  |           |
|  | Scyphozoa |
|  |           |

|  | Myxozoa      |
|  |              |
|  | Polypodiozoa |
|  |              |

|  | Hydrozoa                                              |
|  |                                                       |
|  | \| \| Cubozoa \| \| \| \| \| \| Scyphozoa \| \| \| \| |
|  |                                                       |
|  | Cubozoa                                               |
|  |                                                       |
|  | Scyphozoa                                             |
|  |                                                       |

|  | Cubozoa   |
|  |           |
|  | Scyphozoa |
|  |           |

|  | Hydrozoa                                              |
|  |                                                       |
|  | \| \| Cubozoa \| \| \| \| \| \| Scyphozoa \| \| \| \| |
|  |                                                       |
|  | Cubozoa                                               |
|  |                                                       |
|  | Scyphozoa                                             |
|  |                                                       |

|  | Cubozoa   |
|  |           |
|  | Scyphozoa |
|  |           |

|  | Myxozoa      |
|  |              |
|  | Polypodiozoa |
|  |              |